# Chidester
Chidester es una ciudad ubicada en el condado de Ouachita en el estado estadounidense de Arkansas. En el Censo de 2010 tenía una población de 287 habitantes y una densidad poblacional de 20,87 personas por km².

## Geografía
Chidester se encuentra ubicada en las coordenadas 33°42′5″N 93°1′26″O / 33.70139, -93.02389. Según la Oficina del Censo de los Estados Unidos, Chidester tiene una superficie total de 13.75 km², de la cual 13.75 km² corresponden a tierra firme y (0%) 0 km² es agua.

## Demografía
Según el censo de 2010, había 287 personas residiendo en Chidester. La densidad de población era de 20,87 hab./km². De los 287 habitantes, Chidester estaba compuesto por el 41.81% blancos, el 57.49% eran afroamericanos, el 0.35% eran amerindios, el 0% eran asiáticos, el 0% eran isleños del Pacífico, el 0% eran de otras razas y el 0.35% pertenecían a dos o más razas. Del total de la población el 0% eran hispanos o latinos de cualquier raza.